# Kansai
Kansai (japonsky: 関西地方; Kansai-čihó) je japonský region, také známý jako region Kinki (近畿地方, Kinki-čihó), který se rozkládá na jihu centrální části ostrova Honšú.

## Vymezení
Znak ki (畿) ve slově Kinki se japonsky také čte mijako a znamená „hlavní město“. To pramení z faktu, že až do konce období Edo leželo hlavní město Japonska právě v této oblasti.
Do regionu Kansai patří prefektury Nara, Wakajama, Mie, Kjóto, Ósaka, Hjógo a Šiga. Region Kansai je často srovnáván (a stavěn do kontrastu) s regionem Kantó, který leží směrem na východ a tvoří ho město Tokio a okolí.
Pokud je region Kantó v Japonsku symbolicky spojován se standardizací (od vlády přes ekonomiku po jazyk), pak region Kansai je charakteristický svými mnoha odlišnostmi a „specialitami“ např. kulturou Kjóta, obchodním duchem Ósaky, dějinami Nary, internacionalitou Kóbe a výrazným dialektem (Kansai-ben) všech sedmi prefektur.
Oblast Kansai tvoří základ kontrakultury vůči oblasti Kantó (Tokio a Jokohama) a dá se říct, že určuje charakter západního Japonska.

## Různé názvy
Kinai (畿内) je historický region Japonska. Jeho název doslova znamená „uvnitř hlavního města“. Skládal se z následujících pěti starých provincií: Jamato, Jamaširo, Kawači, Seccu a Izumi.
Kjóto, Ósaka a Kóbe také náležely ke Kinai, dnes oblast Ósaka-Kóbe-Kjóto (Keihanšin) tvoří střed regionu Kansai.
Kinki (近畿) doslova znamená „blízko hlavního města“.
Kansai (関西) doslova znamená „na západ od hraničních kontrol“, které se ale v průběhu historie neustále posouvaly směrem na východ. Různé definice území spadající do regionů Kinki a Kansai jsou způsobeny nejednoznačností toho, co je „blízko“ hlavního města a častým přesouváním hraničních kontrol.

## Dialekt
Dialekty japonštiny, kterými mluví lidé z oblasti Kansai, mají své vlastní varianty výslovnosti, slovní zásobu a gramatiku. Kansai-ben je termín označující skupinu dialektů z oblasti Kansai. Obzvláště silné dialekty je možné slyšet ve městech Ósaka, Kjóto a Ócu. Skupina dialektů Kansai-ben se ještě dále dělí na lokální varianty jako jsou Ósaka-ben a Kjóto-ben.